# رودولف ويلهلم ماير
رودولف ويلهلم ماير (بالألمانية: Rudolph Wilhelm Meyer)‏ هو مهندس مدني ألماني، ولد في 2 أبريل 1826 في هامبورغ في ألمانيا، وتوفي في 1897.